# هیپولیتا (دی‌سی کامیکس)
ملکه هیپولیتا (به انگلیسی: Queen Hippolyta) یک شخصیت خیالی ابرقهرمان در کتاب‌های کامیک آمریکایی منتشر شده توسط دی‌سی کامیکس است. شخصیت هیپولیتا توسط نویسنده ویلیام مولتن مارستون و طراح هری جورج پیتر بر اساس هیپولیتا، ملکهٔ آمازون‌ها در اساطیر یونانی خلق شده است، که برای اولین بار در شمارهٔ ۸ مجموعه کمیک «آل استار کمیکس» (دسامبر ۱۹۴۱) حضور پیدا کرد. او مادر زن شگفت‌انگیز و دانا تروی، و ملکهٔ آمازون‌ها در جزیره تمیسکیرا محسوب می‌شود.
اولین حضور سینمایی این شخصیت در دنیای توسعه‌یافته دی‌سی در فیلم زن شگفت‌انگیز (۲۰۱۷)، با نقش‌آفرینی کانی نیلسن بازیگر دانمارکی بود. او سپس در فیلم‌های لیگ عدالت (۲۰۱۷)، زن شگفت‌انگیز ۱۹۸۴ (۲۰۲۰) و لیگ عدالت زک اسنایدر این نقش را تکرار کرد.